# Ronda 7 de GP2 Series de 2009
A ronda em Valência foi a sétima do campeonato GP2 Series em 2009. Esta foi também segunda de duas rondas em território espanhol. A 1ª corrida foi vencida por Vitaly Petrov, da Barwa Addax Team, e a 2ª corrida foi dominada e ganha por Nico Hülkenberg, o piloto alemão da ART Grand Prix.

## Tabela do campeonato após a ronda
Observe que somente as cinco primeiras posições estão incluídas na tabela.
| Pos | Var     | Piloto           | Pontos |
| --- | ------- | ---------------- | ------ |
| 1   | Estável | Nico Hülkenberg  | 75     |
| 2   | Aumento | Vitaly Petrov    | 55     |
| 3   | Baixa   | Romain Grosjean  | 45     |
| 4   | Estável | Lucas di Grassi  | 40     |
| 5   | Estável | Pastor Maldonado | 31     |

| Pos | Var     | Construtor                    | Pontos |
| --- | ------- | ----------------------------- | ------ |
| 1   | Aumento | ART Grand Prix                | 106    |
| 2   | Baixa   | Barwa Addax Team              | 100    |
| 3   | Estável | Super Nova Racing             | 44     |
| 4   | Estável | Fat Burner Racing Engineering | 40     |
| 5   | Aumento | Telmex Team Arden             | 31     |